# 초크 리버 연구소

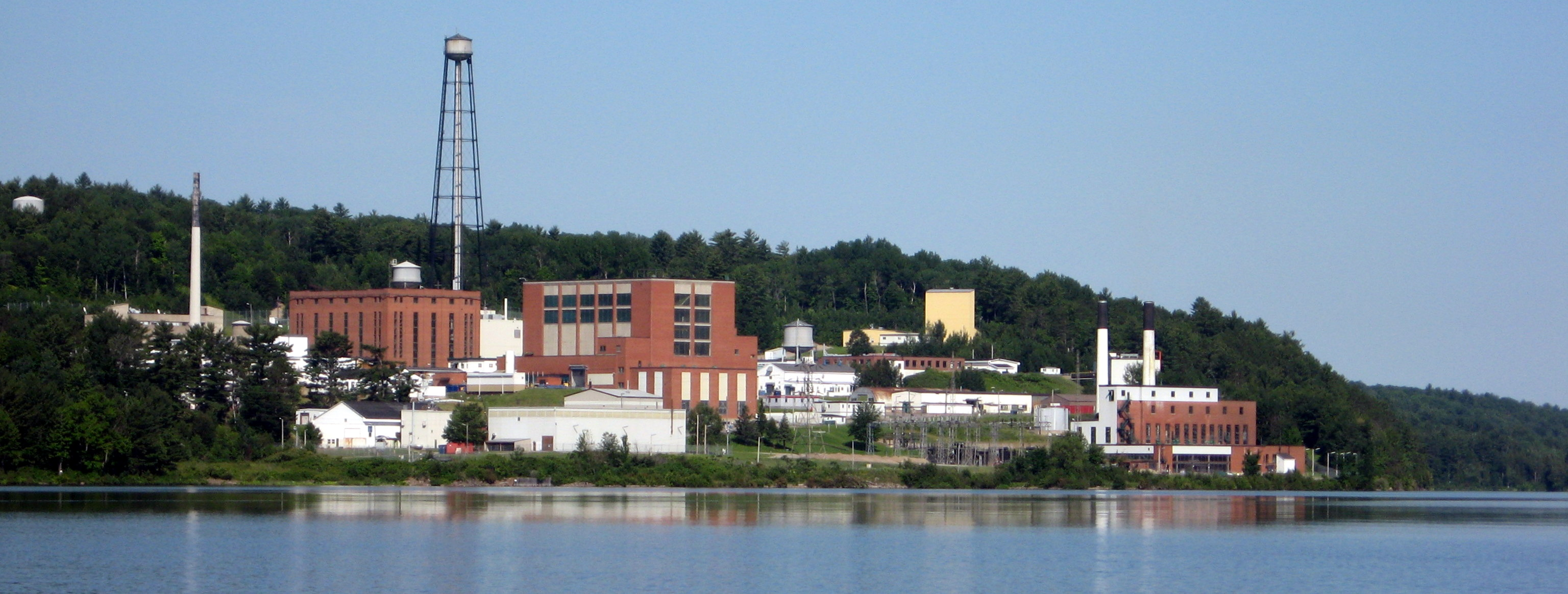
초크 리버 연구소

초크 리버 연구소(영어: Chalk River Laboratories, 프랑스어: Laboratoires de Chalk River, CRL, CRNL)는 오타와에서 북서쪽으로 약 180km(110마일) 떨어진 딥 리버에 있는 캐나다 핵 연구 시설이다.
CRL은 원자력 기술, 특히 CANDU 원자로 기술을 지원하고 발전시키기 위한 주요 연구 개발 현장이다. CRL은 물리학, 야금, 화학, 생물학, 공학 분야의 전문 지식을 보유하고 있으며 독특한 연구 시설을 보유하고 있다. 예를 들어, 맥마스터 대학교의 교수인 버트럼 브록하우스는 1950년부터 1962년까지 CRL에 있는 동안 중성자 분광학 분야의 선구적인 연구로 1994년 노벨 물리학상을 받았다. 존 콕크로프트 경은 CRL의 초기 이사였으며 노벨상 수상자이다. 2018년 원자로가 폐쇄될 때까지 CRL은 전 세계 의료용 방사성동위원소 공급량의 상당 부분을 생산했다. 이 발전소는 캐나다 원자력공사(Atomic Energy of Canada Limited)의 캐나다 원자력 연구소(Canadian Nuclear Laboratories) 자회사가 소유하고 있으며 앳킨스레알리스(AtkinsRéalis)가 이끄는 민간 부문 컨소시엄인 캐나다 국가 에너지 연합(Canadian National Energy Alliance)의 계약에 따라 운영된다.

## 같이 보기
- CANDU
- 루 코바르스키
- 맨해튼 계획